# بریلیم اکسید
اکسید برلیوم (به انگلیسی: Beryllium oxide) یک ترکیب شیمیایی با شناسه پاب‌کم ۱۴۷۷۵ است. شکل ظاهری این ترکیب، بلورهای شیشه‌ای بی‌رنگ است. اکسید برلیوم بالاترین‌ترین آنتالپی تشکیل به ازای جرم (تقریباً ۲۴ مگاژول بر کیلوگرم) را دارد. اکسید بریلیم، که با نام Beryllia شناخته می‌شود، یک ترکیب شیمیایی با فرمول BeO می‌باشد. اکسید برلیوم جامد بی‌رنگ بوده که عایق الکتریکی بسیار عالی می‌باشد و همچنین هدایت حرارتی این اکسید بالاتر از بسیاری از فلزات و غیر فلزات به جز الماس می‌باشد. چنانچه اکسید بریلیوم آمورف بوده و رنگ آن سفید می‌باشد. به دلیل نقطه ذوب بالای بریلیوم از آن به عنوان یک جرم نسوز استفاده می‌شود. اکسید برلیوم در طبیعت به عنوان ماده معدنی Bromellite شناخته می‌شود. از لحاظ تاریخی و در علم مواد، اکسید بریلیم Glucina یا اکسید Glucinium نامیده می‌شد. تشکیل BeO از بریلیم و اکسیژن دارای انرژی تشکیل بر واحد جرم واکنش دهنده‌های نزدیک به MJ / kg 24 بوده که در بین انرژی‌های تشکیل اکسیدها بیشترین مقدار می‌باشد.

## خواص شیمیایی و آماده‌سازی
اکسید بریلیم را می‌توان از تکلیس کربنات بریلیوم، دی هیدراته کردن هیدروکسید بریلیوم یا اشتعال بریلیوم فلزی به شرح واکنش‌های ذیل تهیه نمود:
BeCO3 → BeO + CO2
Be (OH) 2 → BeO + H2O
2 Be + O2 → 2 BeO
اشتعال بریلیوم در هوا مخلوطی از BeO و Be3N2 را تولید می‌کند. اکسید بریلیم بر خلاف اکسیدهای تشکیل شده توسط عناصر ۲ گروه فلزات قلیایی خاکی، آمفوتر می‌باشد.
اکسید بریلیم تشکیل شده در دماهای بالا (بالاتر از ۸۰۰ درجه سانتیگراد) خنثی بوده، اما به راحتی در محیط آبی آمونیوم بیفلورید داغ (NH4HF2)، اسید سولفوریک گرم (H2SO4) یا سولفات آمونیوم ((NH4)2SO4) حل می‌شود.

## خواص شیمیایی و فیزیکی
اکسید بریلیم یک ترکیب فوق‌العاده از خواص فیزیکی و شیمیایی را دارا می‌باشد. به استثنای واکنش آن با بخار آب در دمای ۱۰۰۰ درجه سانتیگراد، اکسید بریلیم بسیار پایدار بوده و در برابر محیط نمکی و احیای کربن در دمای بالا مقاوم می‌باشد.
خواص فیزیکی و شیمیایی اکسید بریلیم به شرح ذیل می‌باشد:
- هدایت حرارتی اکسید بریلیم در درمای زیر ۳۰۰ درجه سانتیگراد در مقایسه با سایر سرامیک بالا می‌باشد بطوری‌که هدایت حرارتی اکسید بریلیم در دمای اتاق حدود W.m-1K-1 265 و هدایت حرارتی آلومینا حدود W.m-1K-125 است.[۸]
- مقاومت الکتریکی اکسید بریلیم بالا بوده بطوری‌که به عنوان یک عایق الکتریکی استفاده می‌شود.
- مقاومت مکانیکی اکسید بریلیم به‌طور معمول کمتر از آلومینا بوده، اما در حین فرایند ساخت می‌تواند به استحکام مورد نظر دست پیدا کند.
- مقاومت به شوک حرارتی اکسید بریلیم به دلیل هدایت حرارتی بالای آن زیاد می‌باشد.
- چگالی اکسید بریلیم حدود kg.m-3 3010 بوده که از چگالی اکسید آلومینیوم حدود kg.m-3 3970 کمتر می‌باشد.
- انبساط حرارتی اکسید بریلیم مشابه سایر اکسیدها می‌باشد.

سایر خواص فیزیکی و مکانیکی اکسید بریلیم به شرح جدول ذیل می‌باشد.
جدول ۱- خواص فیزیکی و شیمیایی اکسید بریلیم
| ردیف | خواص                 | واحد           | مقدار |
| ---- | -------------------- | -------------- | ----- |
| ۱    | دانسیته              | kg.m-3         | ۳۰۱۰  |
| ۲    | مدول یانگ            | گیگا پاسکال    | ۳۴۵   |
| ۳    | هدایت حرارتی         | W.m-1K-1       | ۳۳۰   |
| ۴    | ماکزیمم دمای کاربردی | درجه سانتیگراد | ۱۹۰۰  |

## ساختار
اکسید برلیوم در ساختار Wurtzite هگزاگونالیهگزاگونال متبلور می‌شود، این ساختار هگزاگونالی شامل یون‌های +Be2 در تتراگونال‌ها و -O2 در مراکز می‌باشد. در مقابل، اکسیدهای ۲ گروه فلزات مثل MgO, CaO, SRO و BaO، به صورت سنگ نمک‌های مکعبی در ساختار اکتاهدرال‌های کاتیونی و آنیونی متبلور می‌شوند. در مای بالا ساختار به تتراگونال تغییر می‌کند.
در فاز بخار، اکسید بریلیم به صورت مولکول دو اتمی مجزا تشکیل می‌شود. بر اساس نظریه پیوندهای ظرفیتی، این مولکول می‌تواند به صورت اتخاذ هیبریداسیون اوربیتالSP شامل دو سیگما و دو باند PI توصیف شود.

## کاربردها

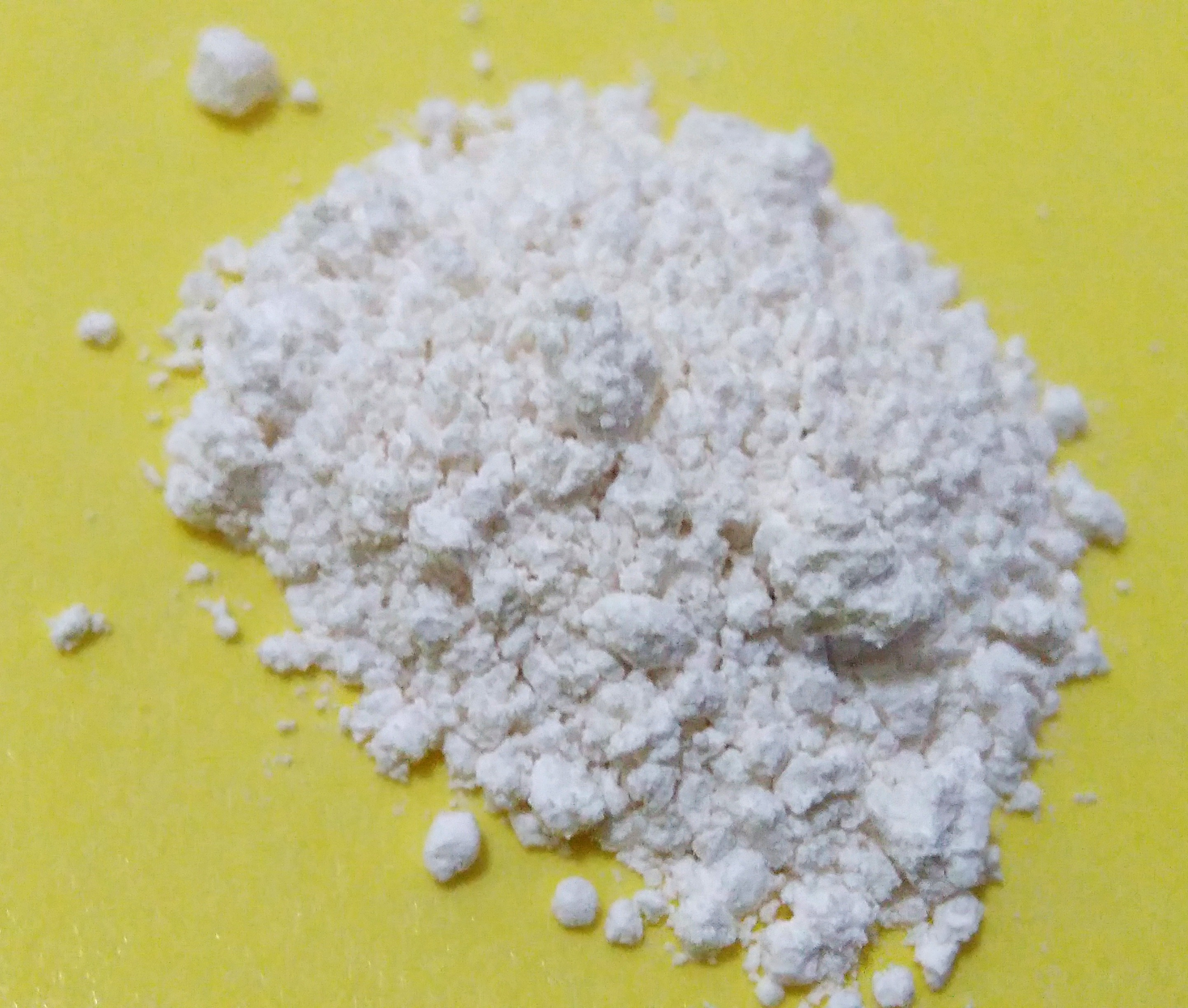
نمونه ی بریلیم اکسیدبا خلوص ۹۹ درصد

کریستال‌های با کیفیت اکسید بور به صورت هیدروترمال یا با روش Verneuil رشد می‌کنند. در اکثر موارد، اکسید بریلیم به صورت یک پودر آمورف سفید تولید شده و برای تولید قطعات بزرگتر زینتر می‌شود. ناخالصی‌هایی مانند کربن، طیف رنگی را در کریستال ایجاد می‌کنند که در صورت نبود این ناخالصی‌ها کریستال اکسید بور بی‌رنگ می‌باشد. اکسید بریلیم زینتر شده یک سرامیک بسیار پایدار بوده که در موتور موشک استفاده می‌شود.
اکسید بریلیم در بسیاری از قطعات نیمه هادی‌ها برای کاربردهایی مانند تجهیزات رادیویی استفاده می‌شود. دلیل این کاربرد اکسید برلیوم هدایت حرارتی خوب و مقاومت الکتریکی مناسب آن می‌باشد. از دیگر کاربردهای اکسید بور استفاده از آن به عنوان یک پرکننده واسط حرارتی مانند گریس حرارتی می‌باشد. در برخی از دستگاه‌های نیمه هادی از سرامیک‌های اکسید بریلیمی بین تراشه سیلیکون و فلز پایه به منظور دستیابی به یک مقدار پایین‌تر از مقاومت حرارتی نسبت به اکسید آلومینیوم استفاده می‌شود. اکسید برلیوم همچنین به عنوان یک سرامیک ساختاری برای مایکروویو، لوله‌های خلاء، مگنترون‌ها و لیزرهای گاز استفاده می‌شود. BeO همچنین در رآکتورهای گاز خنک کن دما بالای زیر دریایی‌ها کاربرد دارد.

### کاربردهای الکتریکی
از اکسید برلیوم عمدتاً به عنوان یک زیر پایه الکتریکی استفاده می‌کنند. همچنین به دلیل هدایت حرارتی بالا و عایق الکتریکی مناسب از اکسید برلیم در کاهش دهنده‌های حرارت استفاده می‌شود. از اکسید برلیوم در سیستم‌های کامپیورترهای ابر سرعت در مدارهای الکترونی چگال استفاده می‌شود.
از آن جایی که اکسید برلیوم بسیار شفاف می‌باشد به عنوان آنتن یا پنجره در سیستم‌های ارتباطی مایکروویو مایکروویو یا در سیستم‌های گرمکن مایکروویوی استفاده می‌شود.
اکسید برلیوم همچنین برای اشعه ایکس اشعه ایکس نیز شفاف می‌باشد لذا به عنوان پنجره در سیستم‌های اشعه ایکس و لیزرهای با قدرت بالا استفاده می‌شود.

### کاربردهای هسته‌ای
دلیل اصلی توسعه به اکسید بریلیم گسترش صنعت هسته‌ای می‌باشد. اکسید برلیوم دارای خواص هسته‌ای خاص بوده که آن را برای برنامه‌های هسته‌ای جذاب می‌کند. توانایی تعدیل نوترونی مناسب به همراه سطح مقطع دریافت کم نوترون از خواص هسته‌ای منحصر به فرد برلیوم می‌باشد. با این حال، از اکسید برلیوم به‌طور گسترده برای استفاده در رآکتورهای دما بالا مورد با سیستم خنک‌کنندگی گاز مورد استفاده قرار می‌گیرد.
- دیگر کاربردها
چگالی چگالیبسیار پایین اکسید برلیوم برای کاربرد در هوا و فضا، سیستم‌های نظامی و برنامه‌های کاربردی مانند ژیروسکوپ و زره پوش جذاب می‌باشد.

## موارد امنیتی
اکسید برلیوم سرطان زا می‌باشد. زمانی که برلیوم به صورت جامد باشد برای مدت‌های طولانی قابل حمل می‌باشد اما ماشین کاری برلیوم باعث ایجاد ذرات ریز می‌شود که بسیار خطرناک می‌باشد.

### فرایند تولید
در حین فرایند ساخت قطعات برلیومی حتماً باید از تهویه مناسب استفاده شود. قرارگیری طولانی مدت در معرض غبارات برلیومی می‌تواند باعث حساسیت‌های بسیار زیادی شود.

### حمل و نقل
در حیل حمل و نقل مواد برلیمی نباید در معرض سایش یا خرد شدن قرار بگیرند. بسته‌بندی این مواد باید به گونه‌ای باشد که در معرض هوا نباشند و در حین حمل با دست هیچ گونه ارتباطی با پوست بدن نداشته باشند.

### انبار
اکسید بریلیم باید با همان مراقبت و اقدامات احتیاطی دیگر مواد الکترونیکی انبار می‌شود. بریلیم به صورت جامد مشکلی ندارد.